# 13 Beaches
«13 Beaches» es una canción de la compositora y cantante estadounidense Lana Del Rey, que forma parte de su quinto álbum de estudio Lust for Life (2017). Grabada en mayo de 2016, Del Rey y Rick Nowels la escribieron, quienes además la produjeron junto a Kieron Menzies, Dean Reid y Mighty Mike.

## Antecedentes y composición
Durante una entrevista con la revista Paris Match, Del Rey reveló que escribió la canción durante el verano de 2016 sobre su experiencia visitando 13 playas diferentes en un intento de escapar de los paparazzi y leer un libro sola. La canción fue grabada en mayo de 2016. El instrumental para la canción fue originalmente parte de una canción diferente titulada «Something Real». La canción comienza con un clip de audio de la actriz Candace Hilligoss hablando, tomada de la película de terror Carnival of Souls de 1962, sobre un acorde de piano instrumental simple y orquestal. Del Rey ha interpretado la canción varias veces durante sus shows en vivo, particularmente durante LA to the Moon Tour en 2018.

## Recepción

### Comercial
Tras su lanzamiento como parte de Lust for Life, la canción ganó una gran popularidad, en las listas de éxitos en países como Francia, Suecia, la República Checa y Eslovaquia, y también en las listas de canciones de Rock de los Estados Unidos.

#### Listas
| Eslovaquia      | Slovakia Digital Singles       | 94  |
| Estados Unidos  | Hot Rock Songs                 | 27  |
| Francia         | France Singles Chart           | 195 |
| República Checa | Czech Republic Digital Singles | 94  |
| Suecia          | Swedish Singles Chart          | 89  |

## Créditos y personal
Créditos adaptados de las notas de Lust for Life.
Intérprete
- Lana Del Rey – artista principal

Instrumentos
- Lana Del Rey — composición, producción
- Rick Nowels — composición, producción, piano, cuerdas, teclado de sintetizador
- Kieron Menzies — producción, ingeniería, mezcla, batería, percusión, bajo, teclados, sintetizador, módem
- Mighty Mike — producción adicional, batería, percusión, teclados
- Patrick Warren — armonio, sintetizador, waterphone
- Dan Heath — obertura orquestal
- Zac Rae — sintetizador

Personal
- Trevor Yasuda & Jordan Stilwell — ingeniería
- Adam Ayan — masterizaci{on
- Dean Reid — producción, ingeniería, mezcla